# Tequila Saya
Tequila Saya (en japonés: テキーラさや, Tekira Saya) (Hakodate, 19 de enero de 1984) es una ex luchadora profesional japonesa, conocida por su paso en promociones niponas como Ice Ribbon y Oz Academy.

## Carrera profesional

### Circuito independiente (2016-2019)
Saya era conocida por competir en varias promociones de la escena independiente japonesa. En WAVE Young OH! ¡OH! The Final ~ Young All Stars Thanksgiving, un evento promovido por Pro Wrestling Wave el 15 de diciembre de 2016, Saya participó en una batalla real de nueve personas en la que también participaron Asuka, Maika Ozaki, Konami, Mochi Miyagi y otros. En SKIP Beat Kawaguchi Vol. 3, evento promovido por All Japan Pro Wrestling el 7 de mayo de 2017, Saya hizo equipo con Maruko Nagasaki en un esfuerzo perdedor contra Azure Revolution (Maya Yukihi y Risa Sera).
En el show de retiro de Manami Toyota, un evento promovido por Oz Academy el 3 de noviembre de 2017, Saya participó en un gauntlet match en el que Toyota se llevó a 50 personas. Fue la primera en derrotar a esta última. En ZERO1/Super Fireworks Hiroshima, evento de Pro Wrestling ZERO1 el 18 de noviembre de 2018, desafió sin éxito a Risa Sera, Hide Kubota y Taru por el Campeonato Blast Queen.
Saya también participó en espectáculos independientes, como Gake No Fuchi Joshi Pro Wrestling el 24 de diciembre de 2019, donde se asoció con la superestrella de DDT Pro-Wrestling Sanshiro Takagi para obtener una victoria sobre Miyako Matsumoto y Jiro Kuroshio en un combate por equipos intergénero.

### Ice Ribbon (2016-2019)
Saya trabajó la mayor parte de su carrera a corto plazo para Ice Ribbon. Hizo su debut en la lucha libre profesional en New Ice Ribbon #708, un evento promovido el 13 de febrero de 2016, yendo a un empate con límite de tiempo contra Yuuka como resultado de un combate de exhibición. Es conocida por hacer equipo con Giulia como Burning Raw. En New Ice Ribbon #971 el 15 de julio de 2019, derrotaron a Azure Revolution (Maya Yukihi y Risa Sera) para ganar el International Ribbon Tag Team Championship. En New Ice Ribbon #1013 RibbonMania, del 31 de diciembre de 2019, Saya tuvo su último combate en la promoción, un gauntlet match de retiro de 45 personas que también involucró a oponentes notables como Akane Fujita, Cherry, Hamuko Hoshi, Kaori Yoneyama, Ken Ohka, Itsuki Aoki, Matsuya Uno, Syuri, Miyako Matsumoto, Yuki Mashiro y muchos otros.

#### Reaparición puntual (2021)
Pese a que se retirara dos años antes, Saya regresó al ring en 2021 para un par de combates celebrados por la rama P's Party de Ice Ribbon. El último de ellos tuvo lugar el 17 de noviembre de 2021, donde compitió en un gauntlet match de 16 personas ganado por Rina Yamashita y en el que también participaron Tsukushi Haruka, Totoro Satsuki y Chie Ozora, entre otras.

### Big Japan Pro Wrestling (2016-2019)
Trabajó como talento femenino en varios eventos promovidos por Big Japan Pro Wrestling. En el BJW Beer Garden Match del 22 de octubre de 2019, hizo equipo con Suzu Suzuki contra Ayumi Hayashi y Tsukasa Fujimoto.

## Campeonatos y logros
- Ice Ribbon
  - Triangle Ribbon Championship (1 vez)[13]
  - International Ribbon Tag Team Championship (1 vez) – con Giulia[14]